# 喜達屋酒店及度假酒店國際集團
喜達屋酒店及度假村國際集團（英語：Starwood Hotels & Resorts Worldwide, Inc.）是世界最大的酒店集團之一，於1980年成立，1998年更名為現有名稱。集團總部設於美國紐約，旗下包括八個酒店主線品牌，在全球皆有直營據點與品牌授權經營，共95個國家擁有超過1500間酒店及度假村。
2015年10月28日喜達屋酒店及度假酒店國際集團以13億美元出售旗下分時度假業務公司Vistana Signature Experiences給邁阿密分時度假集團（Interval Leisure Group）
2016年3月12日萬豪國際以每股21美元現金，外加0.8股的萬豪國際普通股，折合每股79.53美元，斥資136億美元收購喜達屋酒店及度假酒店國際集團，創造全球最大的連鎖酒店。在获得美国监管机构许可后，合并于2016年9月23日完成。在此之后，喜达屋SPG俱乐部与万豪礼赏开始进行会籍匹配。这两个忠诚计划将于2018年8月18日合并。
2018年11月30日，万豪国际发布消息称，喜达屋酒店的客户预订数据库遭到了入侵，预计有5亿客户的个人信息被黑客盗取。经调查发现，自2014年起就有黑客非法访问了数据库。受此影响，万豪国际的股价在当天下午收盘时暴跌了5.59%。随后，美国和英国的监管部门分别对此事展开了调查。路透社引述消息人士称，中国的情报机构可能参与了这项网络入侵行动。面对这个指控，中国外交部予以否认。

## 飯店品牌

### 威斯汀
威斯汀 (The Westin）：喜達屋集團中歷史最悠久的飯店品牌，擁有200間高檔飯店。
源宿：威斯汀的副品牌，於2006年創立，提供公寓式飯店。

### 喜來登

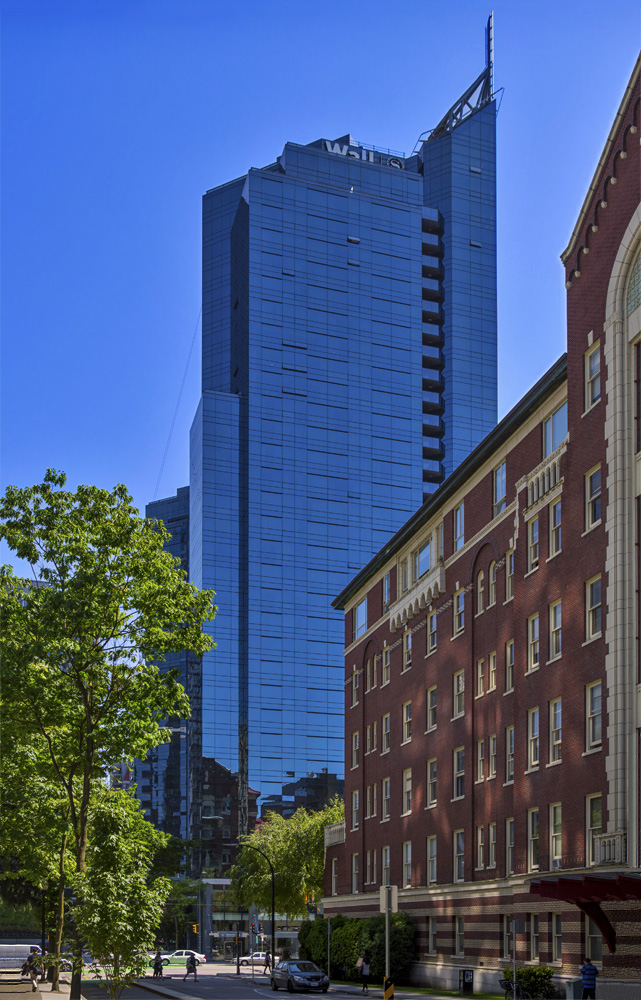
溫哥華喜來登華爾中心飯店

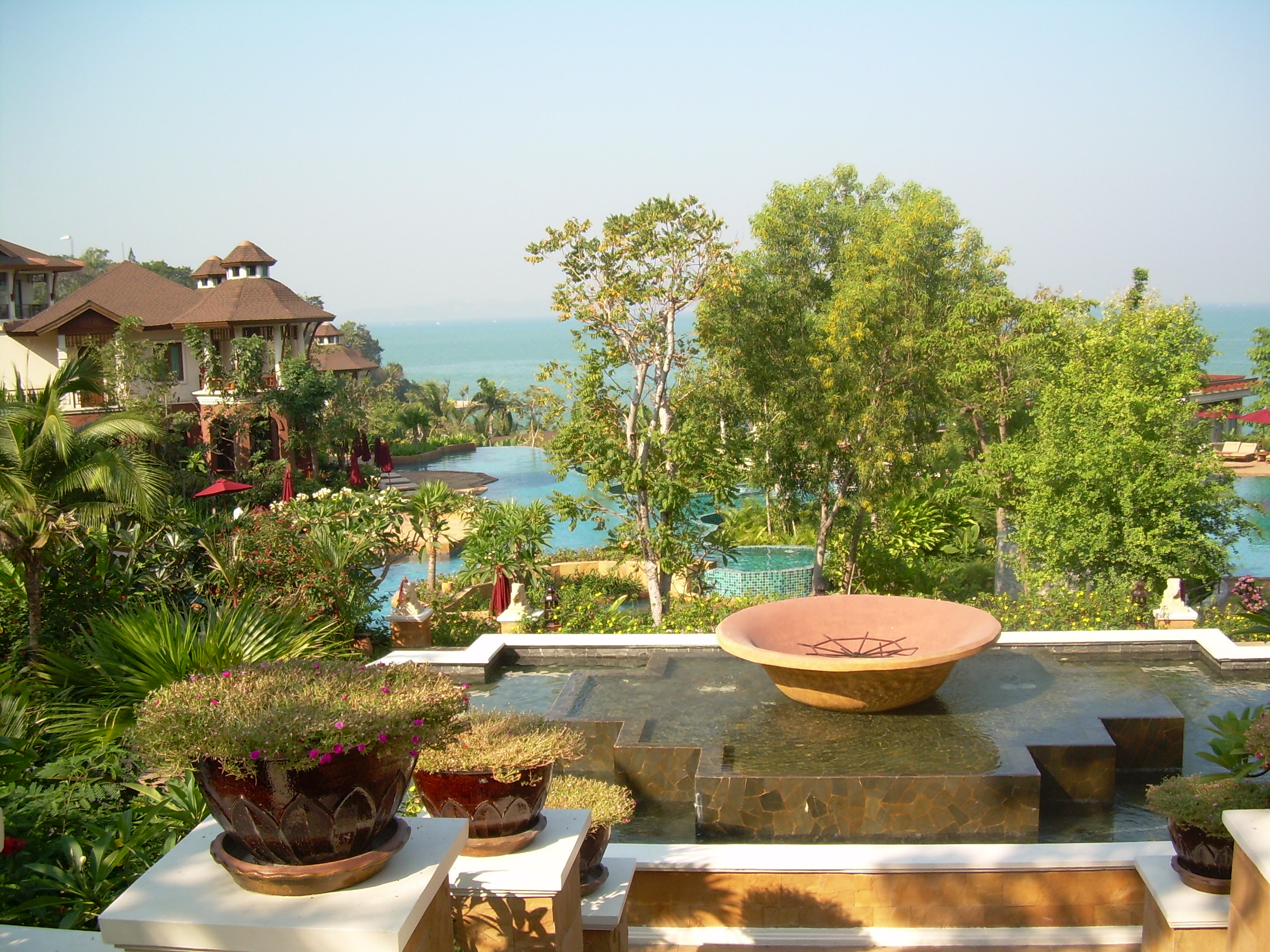
芭堤雅喜來登飯店（2007年）

喜來登（Sheraton）：喜達屋屬下規模最大的品牌；1985年成為首個進駐中國的五星级國際連鎖飯店品牌（北京喜来登长城饭店）。
福朋喜来登酒店：喜來登的副品牌，以簡約、舒適為特色，提供中價位飯店。

### W飯店
W飯店（W Hotel）：一家跨國的飯店品牌，在全球共有41間飯店。第一間W飯店於1998年於紐約開幕，屬於喜達屋飯店及度假飯店國際集團。
W飯店的經營理念在於成為各城市文化的中心，以時尚、音樂、創新設計、注重藝術與流行文化等創新風格吸引高端客戶，結合當地特色發展出令人印象深刻的設計概念，例如香港W飯店以中國五行為主要設計概念，台北W飯店以自然大放電（Nature Electrified）為主要設計理念。2019年下半年，厦门市W飯店将作为中国第九家W飯店。
雅樂軒（Aloft; a vision of W Hotels）：W飯店的副品牌，於2005年創立。

### 瑞吉

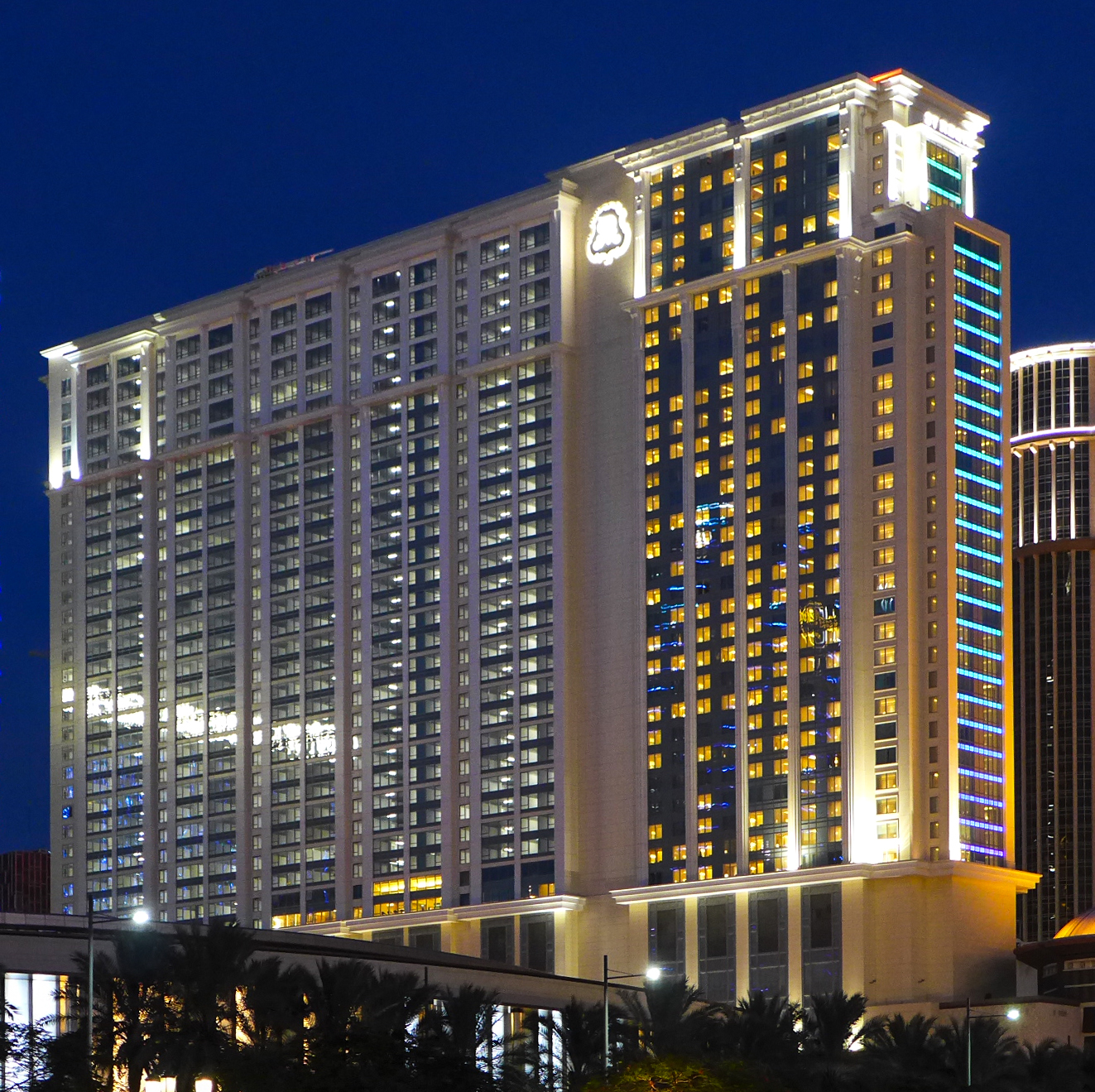
澳門瑞吉金沙城中心酒店

瑞吉（St. Regis）：喜達屋集團中最奢華的飯店品牌，現有49間飯店及度假村，澳門瑞吉金沙城中心酒店在2015年12月17日正式開業。

### 艾美
艾美飯店：具有法國背景的歐洲品牌，旗下120間飯店分佈於全球50個國家。

### 豪華精選
豪華精選（The Luxury Collection）：包括全球25個國家內75間高級飯店和度假村。

### Tribute Portfolio
Tribute Portfolio 为喜达屋旗下第10个品牌，于2015年4月创立。类似于豪华精选，Tribute Portfolio是独立飯店精选品牌，但主要为四星级飯店而不是五星级。在该品牌下的独立飯店能够使用喜达屋的销售系统并参加喜达屋优先顾客忠诚度计划。

### Design Hotels
总部位于德国的Design Hotels为近300家独立运营的飯店提供服务。喜达屋自2011年起为Design Hotels主要投资者。2015年10月，喜达屋宣布两者展开新的营销合作，将Design Hotels加入其品牌家庭。Design Hotels成员飯店可以选择加入喜达屋优先顾客忠诚度计划并使用喜达屋的销售系统。Design Hotels继续独立运营。

## 外部連結
- 喜達屋官方網站（页面存档备份，存于）
- W飯店官方網站（页面存档备份，存于）